# Mniszków (Powiat Opoczyński)

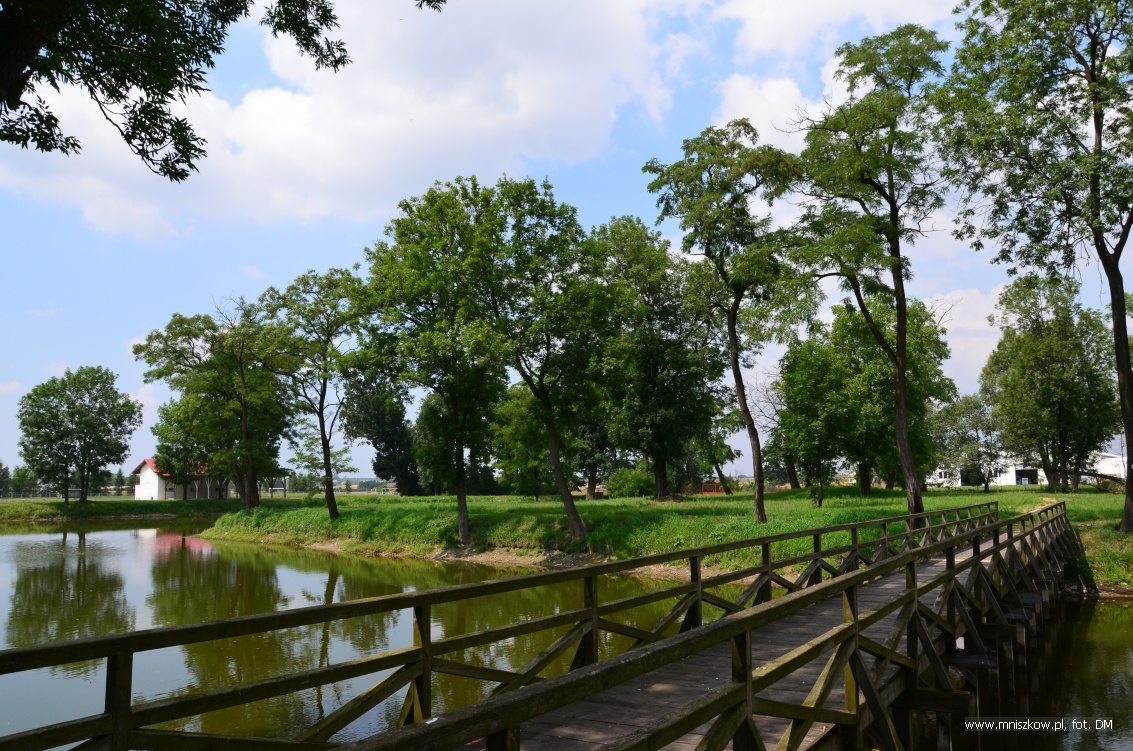
Der Gutspark in Mniszkowie

Mniszków ist ein Dorf und Sitz der gleichnamigen Gemeinde im Powiat Opoczyński der Woiwodschaft Łódź, Polen.

## Gemeinde
Zur Landgemeinde Mniszków gehören 29 Ortsteile mit einem Schulzenamt:
Błogie Rządowe
Błogie Szlacheckie
Bukowiec nad Pilicą
Duży Potok
Góry Trzebiatowskie
Grabowa
Jawor
Jawor-Kolonia
Julianów
Konstantynów
Małe Końskie
Marianka
Nowe Błogie
Mniszków
Mikułowice
Obarzanków
Olimpiów
Owczary
Prucheńsko Duże
Prucheńsko Małe
Radonia
Stoczki
Stok
Strzelce
Syski
Świeciechów
Zajączków
Zarzęcin